# Кандидо, Крис
Кристофер Барретт Кандито (англ. Christopher Barrett Candito, 21 марта 1972, Спринг-Лейк, Нью-Джерси — 28 апреля 2005, Нью-Брансуик, Нью-Джерси) — американский рестлер. Кандито больше всего запомнился по выступлениям в таких организациях, как World Championship Wrestling, Extreme Championship Wrestling, New Japan Pro-Wrestling, Total Nonstop Action Wrestling и Smoky Mountain Wrestling, где он выступал под именем Крис Канди́до (англ. Chris Candido), а также по выступлениям в World Wrestling Federation под именем Скип (англ. Skip), один из членов команды «Бодидонны». На протяжении большей части своей карьеры он выступал вместе со своей девушкой Тэмми «Санни» Ситч, которая выполняла роль его менеджера.
В течение своей карьеры Кандито владел такими титулами, как титул чемпиона мира NWA в тяжёлом весе, командным чемпионством мира WWF, командным чемпионством мира ECW и титулом чемпиона WCW в первом тяжёлом весе. На момент смерти он был действующим чемпионом NWA Midwest в тяжелом весе.

## Ранняя жизнь
Кандито был внуком «Папая» Чака Ричардса, рестлера World Wide Wrestling Federation. В 14 лет он начал тренироваться у Ларри Шарпа и выступал в World Wrestling Association Шарпа.
Учась в средней католической школе Ред-Банк, он встретил и полюбил Тэмми Линн Ситч, и эти двое начали отношения. Позже Ситч стала его менеджером.

## Смерть

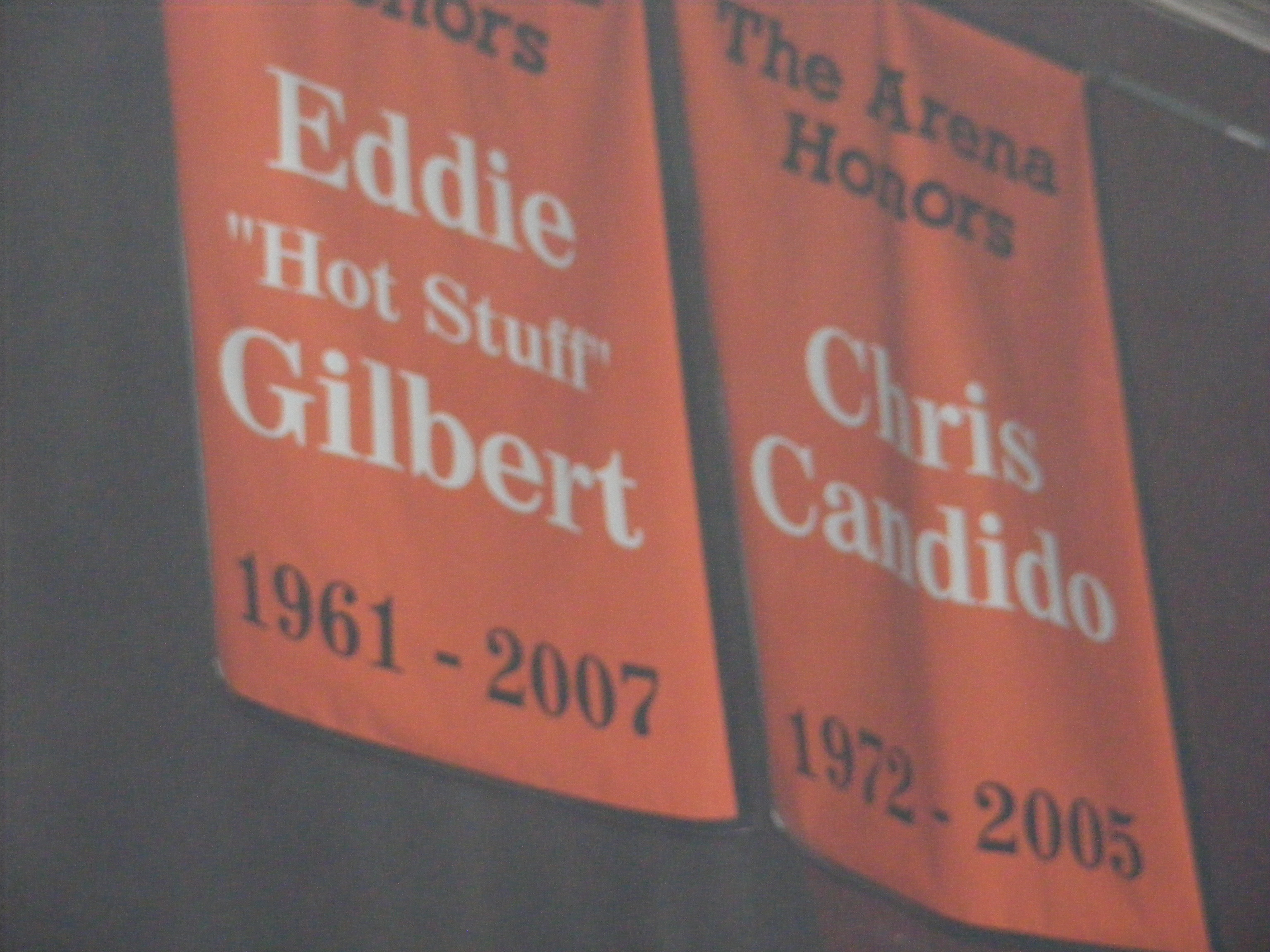
Баннер Кандидо в Зале славы хардкора на бывшей арене ECW

На шоу TNA Lockdown 24 апреля 2005 года Кандидо сломал берцовую и малоберцовые кости и вывихнул лодыжку во время матча в стальной клетке с Лэнсом Хойтом против Аполо и Сонни Сиаки. На следующий день ему была сделана операция по установке титановых пластин и винтов в ногу. Он присутствовал на следующем шоу Impact!, в качестве менеджера «Натуралов», которые победили «Самых разыскиваемых американцев» и выиграли титул командных чемпионов мира NWA.
28 апреля 2005 года Кандидо почувствовал себя плохо, и его состояние ухудшилось в течение дня. Вечером он упал в обморок и был срочно доставлен в университетскую больницу Роберта Вуда Джонсона в Нью-Брансуике, Нью-Джерси. Ему поставили диагноз «пневмония». Врачи откачали жидкость из его легких, но вскоре Кандидо умер. Ему было 33 года. Его брат Джонни сообщил, что Кандидо умер из-за тромба — осложнения после операции. В интервью 2016 года Джонни рассказал, что Крис умер не от тромба, а от острой пневмонии. Эта смерть оказала сильное влияние на коллег-рестлеров, таких как Си Эм Панк, который в 2014 году выразил свою обеспокоенность по поводу возможности образования тромба после операции на локте, аналогичного тому, от которого, как ошибочно считалось, умер Кандидо.
Впоследствии, в конце 2005 года, TNA провела в его честь Мемориальный турнир команд им. Криса Кандидо. В 2009 году он был введен в Зал славы хардкора.

## Титулы и достижения
- California Creative Wrestling

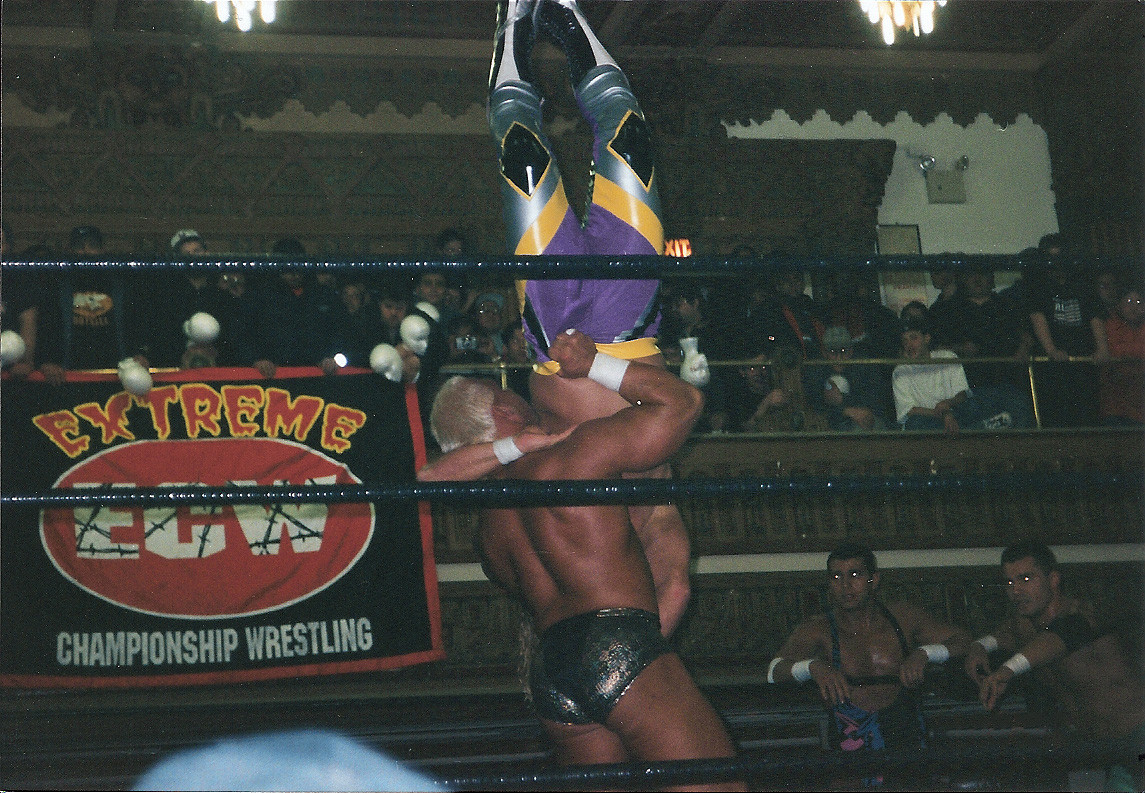
Кандидо выполняет вертикальный суплекс Джерри Линну в 1998 году

  - Чемпион CCW в тяжёлом весе (1 раз)[1]
- Eastern/Extreme Championship Wrestling
  - Командный чемпион (мира) ECW (3 раза) — с Джонни Хотбоди и Крисом Майклзом (2) и Лэнсом Штормом (1)[2][3][4]
- Hardcore Hall of Fame
  - С 2009 года
- Independent Superstars of Professional Wrestling
  - Чемпион ISPW в тяжёлом весе (1 раз)
- Jersey Championship Wrestling
  - Телевизионный чемпион JCW (1 раз)
- Legacy Wrestling Enterprises
  - Чемпион мира LWE в тяжёлом весе (1 раз)[5]
- Mid-American Wrestling
  - Чемпион MAW в тяжёлом весе (1 раз)[6]
- National Wrestling Alliance
  - Чемпион мира NWA в тяжёлом весе (1 раз)[7]
  - Турнир за чемпионство мира NWA (1994)
- NWA Midwest
  - Чемпион NWA Midwest в тяжёлом весе (1 раз)[8]
- NWA New Jersey
  - Чемпион NWA New Jersey в тяжёлом весе (1 раз)[9]
- Pennsylvania Championship Wrestling
  - Чемпион Соединённых Штатов PCW в тяжёлом весе (1 раз)
- Pro Wrestling Illustrated
  - Самый вдохновляющий рестлер года (2005)[10]
  - № 45 в топ 500 рестлеров в рейтинге PWI 500 в 1994 и 1998[11]
  - № 358 в топ 500 рестлеров в рейтинге PWI Years в 2003
- Smoky Mountain Wrestling
  - Телевизионный чемпион Beat the Champ SMW (2 раза)[12]
  - Командный чемпион SMW (2 раза) — с Брайаном Ли[13]
  - Чемпион Соединённых Штатов SMW в полутяжёлом весе (3 раза)[14]
- United States Extreme Wrestling
  - Чемпион Соединённых Штатов USEW в тяжёлом весе (3 раза)[15]
- USA Pro Wrestling
  - Чемпион Соединённых Штатов USA Pro (1 раз)[16]
- World Championship Wrestling
  - Чемпион WCW в первом тяжёлом весе (1 раз)
- World Wrestling Association
  - Чемпион WWA в полутяжёлом весе (2 раза)[1]
  - Командный чемпион WWA (1 раз) — с Крисом Эвансом[1]
- World Wrestling Council
  - Телевизионный чемпион мира WWC (1 раз)[17]
- World Wrestling Federation
  - Командный чемпион WWF (1 раз) — с Зипом[18]
  - Турнир за командное чемпионство WWF (1996) — с Зипом
- Xtreme Pro Wrestling
  - Чемпион мира XPW в тяжёлом весе (1 раз)[19]
- Wrestling Observer Newsletter
  - Самый недооцененный (1995)[20]